# Hasina Rakotonirina
Hasina Rakotonirina, né le 29 novembre 1992 à Antsirabe, est un coureur cycliste malgache.

## Biographie
En 2012, Hasina Rakotonirina se distingue en remportant le Tour de Madagascar,. Trois ans plus tard, il prend la quatrième place de la course en ligne aux Jeux des îles de l'océan Indien.
En 2016, il s'impose sur la course en ligne des championnats de Madagascar, après avoir terminé deuxième du contre-la-montre.

## Palmarès
- 2012
  - Classement général du Tour de Madagascar
- 2013
  - 7e étape du Tour de Madagascar (contre-la-montre par équipes)
- 2016
  -  Champion du Madagascar sur route
  - 2e du championnat de Madagascar du contre-la-montre
- 2018
  - 3e du championnat de Madagascar sur route